# David Hume
David Hume (født 26. april 1711, død 25. august 1776) var en skotsk filosof og historiker. Han var empirist, dvs. han mente at al sand erkendelse om verden kom fra erfaringen. Det vises i eksemplet om Det gyldne bjerg. Ved at undersøge erkendelsen, nåede han dog frem til, at en sådan ikke er mulig, og hans projekt endte i skepticisme. Blandt andet er han kendt for at vise, at kausalitetsprincippet ikke er rationelt begrundet, da en nødvendig forbindelse mellem årsag og virkning aldrig kan bevises.
Hume er berømt for sit billardeksempel. Hvis vi støder en billardkugle hen mod en anden billardkugle, der ligger stille, så forventer vi, at den anden kugle vil bevæge sig, når den rammes af den første kugle. Vi har set det mange gange før, og det er blevet en vane. Det vi erfarer, er en kæde af begivenheder, der følger efter hinanden i tid, og ikke en årsag.
Hume opstillede også det såkaldte induktionsproblem, som i nogen grad følger af den foregående diskussion af kausalitetsprincippet: Blot fordi en begivenhed er fulgt efter en anden et stort antal gange, kan man ikke antage, at den også vil ske i fremtiden. Hvis denne tese er rigtig, giver det selvsagt naturvidenskaben store problemer. En lignende formulering ses i falsifikationisme.
Hume formulerede et 3. centralt problem, som diskuteres den dag i dag. Det er problemet om at slutte fra er til bør. Mange filosoffer prøver at udlede normative udsagn om, hvad mennesket bør gøre, på baggrund af det deskriptive udsagn om, hvordan verden faktisk ser ud. Men der er ingen logisk forbindelse mellem normative og deskriptive udsagn, hvorfor Hume mener, at denne type slutninger er ugyldige. Der er tale om en naturalistisk fejlslutning. Den nutidige sprogfilosof John Searle har søgt at vise, at det faktisk er muligt at udlede normative konklusioner fra deskriptive præmisser, mens andre giver Hume ret i, at moralske bud aldrig vil kunne udledes af rent deskriptive udsagn.
Inden for bevidsthedsfilsofien er Hume kendt for sin bundle theory, der afviser, at der centralt i bevidstheden skulle være et jeg eller ego (A Treatise on Human Nature).

## Berømte citater
"Dersom vi tager et arbejde i vor hånd (...), lad os da spørge: Indeholder det en abstrakt udredning om størrelse eller tal? Nej. Indeholder det en empirisk undersøgelse angående fakta? Nej. Kast det da i flammerne, thi det kan ikke indeholde noget andet end sofistik og bedrageri".